# Dracula Untold
 For alternative betydninger, se Dracula.
Dracula Untold er en amerikansk actionfilm fra 2014 som er baseret på Bram Stokers roman Dracula, instrueret af Gary Shore med Luke Evans og Sarah Gadon i hovedrollerne.

## Medvirkende
- Luke Evans – Vlad Tepes/Grev Dracula
- Sarah Gadon – Mirena
- Dominic Cooper – Mehmet II
- Samantha Barks – Baba Yaga
- Charlie Cox
- Charles Dance – Vampyren, der 'skaber' Dracula
- Will Houston – Vlad Senior
- Ferdinand Kingsley – Hamza Bey
- Dilan Gwyn – Governess
- Zach McGowan – Shkelgim
- Art Parkinson – Ingeras
- Ronan Vibert – Simion
- Diarmaid Murtagh – Dimitru